# الفكر الأدبي العربي: البنيات والأنساق
الفكر الأدبي العربي: البنيات والأنساق هو كتاب من تأليف الباحث والناقد المغربي سعيد يقطين، صدر عن منشورات ضفاف (بيروت) ودار الأمان (الرباط) ومنشورات الاختلاف (الجزائر) عام 2014. فاز الكتاب بجائزة الشيخ زايد للكتاب لعام 2016، على مستوى فئة "الفنون والدراسات النقدية". يُقدِّم الكاتب في هذا العمل رؤية تنظيريّة وتطبيقيّة مُتكاملة لمفهوم "الفكر الأدبيّ"، بين الغرب والعالم العربي. وصفه الشاعر والناقد مازن أكثم سليمان بأنه يُعالج قضايا قديمة/ جديدة على نحوٍ مُختلِف، تجعله يفتتحُ بنباهةٍ مرحلةً مُغايرةً في الوعي الأدبيّ العربيّ.

## وصف الكتاب
يقع الكتاب في 360 صفحة، ويتضمن تمهيدا عاما ومقدمات لكل باب، و13 فصلاً موزعة على ثلاثة أبواب:
- الباب الأول: الفكر الأدبي الغربي: تشكلات وصيرورات

1. الفصل الأول: الدراسة الأدبية اليوم: أسئلة الواقع والافاق
2. الفصل الثاني: الموسوعية والتخصص
3. الفصل الثالث: تيمات، بنيات، أنساق

- الباب الثاني: في الرؤية النقدية العربية

1. الفصل الأول: مفهوم الأدب وتاريخه وأجناسه عند جرجي زيدان والرافعي
2. الفصل الثاني: مفهوم الأدب إلى مفهوم النقد: طه حسين وتأصيل التقليد
3. الفصل الثالث: النص والمنهج والعلاقة الملتبسة
4. الفصل الرابع: النقد العربي الأدبي الحديث والاخر
5. الفصل الخامس: سؤالات الفكر الأدبي والإبداع الأدبي

- الباب الثالث: في الممارسة النقدية العربية

1. الفصل الأول: من نقد الشعر إلى تحليل الخطاب الشعري
2. الفصل الثاني: قراءة التراث السردي العربي
3. الفصل الثالث: دينامية النص دينامية القراءة
4. الفصل الرابع: مفهوم النص واستراتيجية القراءة
5. الفصل الخامس: النقد الثقافي والنسق الثقافي

## محتوى الكتاب
ينطلق الكتاب من رؤية تركيبية لصيرورة الدراسة الأدبية في الغرب من القرن التاسع عشر إلى الآن، مميزا بين ثلاث حقب كبرى، اختزلها في البحث والتفكير في الأدب من خلال ثلاثة مفاهيم محورية: التيمات، البنيات، الأنساق، مبديا كون التفكير العلمي في الأدب، واكب كل هذه الحقب، ولم يبدأ تحققه بصورة حقيقية إلا في المرحلة البنيوية. أما في الوطن العربي، فقد عرف صيرورة مختلفة، يتداخل فيها الناقد والعالم، مع هيمنة الناقد، المثقف. ولم تتضح صورة العالم الأدبي إلا من خلال المحقق. ومن خلال تتبع الدراسات الأدبية العربية، تاريخيا ونظريا وتطبيقيا، يخلص الكتاب إلى أن "إنتاج المعرفة الأدبية" رهين بنقل البحث الأدبي من مجال النقد، أدبيا كان أو ثقافيا، إلى العلم، ليصبح اختصاصا قادرا على التفاعل مع الاختصاصات الأخرى، ومسهما في تطوير الفكر العلمي.
ويناقش الكتاب تطور الفكر الأدبي العربي الحديث وتأثير الأكاديميين والأدباء على هذا الفكر. يسلط الضوء على ثلاث صور رئيسية: (الأكاديمي - الأديب و المثقف و الأكاديمي- العالم (عالم الأدب)) ويرى أن النقد الأدبي العربي لا يمكن أن يتطور دون تأسيسه على قاعدة الفكر الأدبي الذي يمزج بين العلم الأدبي والنقد الأدبي.

## وصلات خارجية
- الفكر الأدبي العربي: البنيات والأنساق في أرشيف الإنترنت.